# Thiêu kết bằng nhiệt có chọn lọc
Thiêu kết nhiệt chọn lọc (SHS) là một loại quá trình sản xuất đắp dần. Nó hoạt động bằng cách sử dụng một đầu in nhiệt để áp dụng nhiệt cho các lớp bột nhựa nhiệt dẻo. Khi một lớp hoàn thành, lớp bột di chuyển xuống, và một con lăn tự động thêm một lớp vật liệu mới được thiêu kết để tạo thành mặt cắt ngang tiếp theo của mô hình. SHS là phương pháp tốt nhất cho sản xuất nguyên mẫu rẻ tiền để đánh giá mô hình, thử nghiệm ăn khớp/hình dạng và chức năng. SHS là một kỹ thuật sản xuất đắp dần nhựa tương tự như thiêu kết laser chọn lọc (SLS), sự khác biệt chính là SHS sử dụng đầu in nhiệt ít thay vì laser, do đó, nó rẻ hơn và có thể thu nhỏ kích thước để bàn.